# چستا (استان پومرانی)
چستا (به لهستانی:  Czysta) یک روستا در لهستان است که در گمینا سمووجنو واقع شده‌است. چستا ۱۶۳ نفر جمعیت دارد.